# 线狼绵鳚
线狼绵鳚，為輻鰭魚綱鱸形目绵鳚亞目绵鳚科的其中一種，分布於東太平洋區，從美國奧勒岡州至墨西哥加利福尼亞半島海域，屬底棲性魚類，棲息深度在水深82-373公尺，體長可達17公分。